# Pirgos (Creta)
Pirgos (grec: Πύργος, també Mirtos-Pirgos, grec: Μύρτος Πύργος) és un jaciment arqueològic minoic proper a la ciutat de Mirtos, al municipi de Ieràpetra, en la unitat perifèrica de Lassithi, a la costa sud de Creta. Se situa a 1,7 km a l'oest de Furnu Korifí, on s'encreuen les rutes de muntanya de l'interior (altiplà de Lassithi) a la costa. A la vall circumdant es produïa ordi, faves i oli.
Fou excavat per Gerald Cadogan entre 1970-1982, campanya arqueològica dividida en quatre fases ocupacionals: Pirgos I-IV. Fou fundada en el període minoic antic IIA (Pirgos I) i va ser, com Furnu Korifí, destruïda en el minoic antic IIB. Segons Cadogan, es repoblà durant el minoic antic IA (Pirgos II). Les altres dues fases, Pirgos III i IV, es daten respectivament en el minoic mitjà IB-MM II i el minoic tardà I. S'hi descobriren diversos edificis i una tomba de dos pisos on hi havia dues osseres amb 65 cadàvers. Una torre (possiblement usada com a tomba, doncs s'hi trobaren restes humanes) i una cisterna, són visibles en el jaciment. La construcció més important en degué ser l'edifici anomenat «Casa de camp», on aparegueren tauletes escrites en lineal A, segells d'argila i objectes habituals dels santuaris. Segons Cadogan, aquest edifici presenta evidències administratives, religioses i econòmiques, de les quals es podria inferir l'ús com a santuari.